# カラテオドリ計量
数学の分野におけるカラテオドリ計量とは、複素バナッハ空間の開単位球上に定義される計量で、双曲幾何学におけるポアンカレ計量と類似の性質を多く持つ。ギリシャの数学者であるコンスタンティン・カラテオドリの名にちなむ。

## 定義
(X, ǁ ǁ) を複素バナッハ空間とし、B を X 内の単位開球とする。Δ を複素平面 C 内の開単位円板とすると、それは二次元実/一次元複素の双曲幾何のポアンカレ円板モデルと見なされる。Δ 上のポアンカレ計量 ρ を
{\displaystyle \rho (a,b):=\tanh ^{-1}{\frac {|a-b|}{|1-{\bar {a}}b|}}}
で与える（したがって、曲率は −4 に固定される）。このとき、B 上のカラテオドリ計量 d は
{\displaystyle d(x,y):=\sup\{\rho (f(x),f(y));\ f\colon B\to \Delta {\mbox{ is holomorphic}}\}}
と定義される。ここで、バナッハ空間上の関数が正則（holomorphic）であるということの意味については、記事無限次元正則性を参照されたい。

## 性質
- B 内の任意の点 x に対して

{\displaystyle d(0,x)=\rho (0,\|x\|)}
が成り立つ。
- d は次の式でも与えられる（カラテオドリは、これはエルハルト・シュミットによって得られた結果であるとしている）:

{\displaystyle d(x,y)=\sup \left\{2\tanh ^{-1}\left\|{\frac {f(x)-f(y)}{2}}\right\|;\ f\colon B\to \Delta {\mbox{ is holomorphic}}\right\}}
- B 内のすべての a および b に対して

{\displaystyle \|a-b\|\leq 2\tanh {\frac {d(a,b)}{2}}\qquad (1)}
が成立する。また、この等号が成り立つための必要十分条件は、a = b であるか、あるいは ǁℓǁ = 1 と ℓ(a + b) = 0 および
{\displaystyle \rho (\ell (a),\ell (b))=d(a,b)}
を満たすような有界線形汎関数 ℓ ∈ X∗ が存在することである。さらに、このような三条件を満たす ℓ はどのようなものであっても |ℓ(a − b)| = ǁa − bǁ を満たす。
- また、ǁaǁ = ǁbǁ および ǁa − bǁ = ǁaǁ + ǁbǁ が成立している場合にも、(1) における等号は成立する。これを成立させるための一つの方法として、b = −a とすることが考えられる。

- X 内の閉単位球の端点では無いような、X 内の単位ベクトル u が存在するならば、(1) において等号が成立するが b ≠ ±a であるような B 内の点 a と b が存在する。

## 接ベクトルのカラテオドリ長
球 B への接ベクトルに対するカラテオドリ長（Carathéodory length）という概念がある。x を B の点とし、v を x における B への接ベクトルとする。B はベクトル空間 X 内の開単位球であるため、接空間 TxB は自然な方法によって X と関連付けられ、v は X の元と見なされる。このとき、x における v のカラテオドリ長 α(x, v) は
{\displaystyle \alpha (x,v):=\sup\{|Df(x)v|;\ f\colon B\to \Delta {\mbox{ is holomorphic}}\}}
と定義される。α(x, v) ≥ ǁvǁ であり、等号は x = 0 であるときに成り立つことが示される。